# Elliniko (Arcadia)
Elliniko  este un oraș în Grecia în Prefectura Arcadia.